# ياسوماسا كانادا
ياسوماسا كانادا هو عالم رياضيات ياباني، عرف أساسا بفضل تحطيماته للأرقام القياسية العالمية في مجال حساب الأرقام المكونة للعدد π خلال العقود الثلاثة الماضية.